# Elektrolytische Dissoziation
Die elektrolytische Dissoziation meint den reversiblen Zerfall einer Verbindung in Anionen und Kationen in einem Lösungsmittel. Solche Lösungen nennt man Elektrolyte. Eine solche Dissoziation findet beispielsweise beim Lösen von Salzen in Wasser statt. In diesem polaren Lösungsmittel liegt das Gelöste in Form von freibeweglichen Ionen vor. Diese freibeweglichen Anionen und Kationen führen zu einer elektrischen Leitfähigkeit des Wassers.

## Geschichte
Bereits im Jahr 1795 wurde von Alessandro Volta nach Entdeckung der elektrochemischen Elektrizität durch Luigi Galvani eine Ladungstrennung von Teilchen durch unterschiedliche Metalle angedacht. Theodor Grotthuß entwickelte im Jahre 1805 eine Theorie zur Ladungstrennung von Wassermolekülen. Berzelius und Daniell machten sich Gedanken zu Salzen in Wasser, sie nahmen an, dass die Salze sich in positive und negative Ladungsträger sonderten. Faraday prägte den Begriff des Ions, er hatte jedoch noch nicht die gegenwärtige Vorstellung einer lokalisierten Ladung auf einem Atom oder Molekülteil in Lösung. Rudolf Clausius glaubte, dass die Ladungsträger nicht fest verbunden sind, sondern Schwingungen ausführen. Er erkannte schon damals die Möglichkeit der Dissoziation von Elektrolyten. Da der erste Strom nur aus elektrochemischen Batterien gewonnen wurde und die grundlegenden Gesetze der Elektrizität und Elektronik  mit diesen Batterien entwickelt worden sind, besaß die Frage um Elektrolyten und die Leitfähigkeit der Lösungen einen hohen Stellenwert.
Grundlegende Arbeiten zur eigentlichen Dissoziation wurden jedoch erst von Friedrich Wilhelm Georg Kohlrausch (Herstellung eines Leitfähigkeitsmessgerätes mit Wechselstrom für Flüssigkeiten, Formulierung eines Gesetzes für starke Elektrolyten, kohlrausches Quadratwurzelgesetz), Jacobus Henricus van ’t Hoff (osmotischer Druck in Abhängigkeit von der Teilchenzahl), Svante Arrhenius (Arbeiten über die Leitfähigkeit mit Kohlrauschs Konduktometer und Postulat der elektrolytischen Dissoziation von Salzlösungen in positive und negative Ladungsträger, Begründer der Dissoziationstheorie) und Wilhelm Ostwald (Verbreitung von Arrhenius Ideen, Anwendung des Massenwirkungsgesetzes auf die Dissoziation und Aufstellung des wichtigen Gesetzes für schwache Elektrolyte, ostwaldsches Verdünnungsgesetz) gemacht.
Eine mathematische Theorie der Dissoziation wurde später von Petrus Debye und Erich Hückel entwickelt. Mit dieser Debye-Hückel-Theorie lassen sich aus bekannten Grenzleitfähigkeiten die Dissoziationsgrade der Elektrolyten mathematisch berechnen. Das Modell ist jedoch nur für geringe Elektrolytkonzentrationen (bis 0,01 mol/l) geeignet.
Max von Laue konnte durch Röntgenstrukturanalyse zeigen, dass auch in festen Salzen Ionen vorhanden sind.

## Chemische Definition
Die elektrolytische Dissoziation ist der reversible Zerfall einer Verbindung in Anionen und Kationen in einem Lösungsmittel. Der Anteil der dissoziierten Ionen zum Gesamtgehalt an undissoziierten und dissoziierten Ionen der gleichen Sorte heißt Dissoziationsgrad (siehe auch Aktivität). Er hängt von der Konzentration im Lösungsmittel ab. Bei sehr hoher Verdünnung ist auch die Essigsäure vollständig in Acetat- und Hydroniumionen dissoziiert, bei hoher Konzentration gibt es noch einen großen Anteil undissoziierter Essigsäure. Die Dissoziation oder genauer der Dissoziationsgrad von Salzen oder organischen Molekülen kann durch elektrische Leitfähigkeitsmessungen (Konduktometrie) und durch pH-Messungen von wässrigen Lösungen ermittelt werden.
Natriumchlorid (NaCl), das in Leitungs- oder destilliertem Wasser gelöst wird, löst sich in Form positiver Natriumkationen und negativer Chloranionen. Diese Ionen liegen dissoziiert, d. h., voneinander räumlich getrennt und mit einer elektrischen Ladung vor. Solche Lösungen nennt man Elektrolyte. NaCl ist ein starker Elektrolyt, da die Ionen fast völlig getrennt in der Lösung vorliegen. Essigessenz, die aus den Inhaltsstoffen Essigsäure und Wasser besteht, liegt ebenfalls partiell in Form von Ionen, und zwar als Oxoniumionen und Acetatanionen, vor. Essigsäure ist nicht vollständig in Ionen dissoziiert, nur ca. 0,3 % der Essigsäuremoleküle (bei 1 mol/l) liegen in dissoziierter Form vor. Essigsäure ist ein schwacher Elektrolyt.
Je nach Art der gelösten Teilchen findet man alle Übergänge zwischen starken und schwachen Elektrolyten.
Bei Elektrolyten kann die Gleichgewichtskonstante von dissoziierten Produkten zu undissoziierten Ausgangsstoffen aus dem Dissoziationsgrad und dem Massenwirkungsgesetz (MWG) ermittelt werden. Wilhelm Ostwald formulierte, dass das Produkt aus aktiven Massenkonzentrationen der dissoziierten Teilchen (bei Essigsäure die Acetationkonzentration multipliziert mit der Hydroniumkonzentration) durch die Konzentration der undissoziierten Massenteilchen (undissoziierte Essigsäure) immer eine Konstante ergibt. Diese Konstante nennt man die Dissoziationskonstante (veraltet: Affinitätskonstante) und sie wird beispielsweise für die Ermittlung von pKs-Werten von Säuren verwendet. Mit der Gleichgewichtskonstante Ka (a Abk. für acid (engl.) = Säure), bzw. als negativen dekadischen Logarithmus (−logKa = pKa), kann der Anteil der dissoziierten Ionen für jede Konzentration genau ermittelt werden.
{\displaystyle \mathrm {AB\ \rightleftharpoons \ A^{+}\ +\ B^{-}} }.
{\displaystyle \mathrm {NaCl+Wasser\rightarrow Na^{+}+Cl^{-}+Wasser\quad |k_{1}=Geschwindigkeitskonstante1} }
{\displaystyle \mathrm {Na^{+}+Cl^{-}+Wasser\rightarrow NaCl+Wasser\quad |k_{2}=Geschwindigkeitskonstante2} }
{\displaystyle {\tfrac {k_{1}}{k_{2}}}=K_{a}} .
Es gilt Ka > 1 für starke Elektrolyte (Kochsalz in Wasser).
Im Falle der Essigsäure in Wasser liegt das Gleichgewicht auf der linken Seite. Es gilt Ka < 1.
{\displaystyle \mathrm {H_{3}C{-}COOH+H_{2}O\ \rightleftharpoons \ H_{3}C{-}COO^{-}\ +\ H_{3}O^{+}} }
{\displaystyle \mathrm {H_{3}CCO_{2}H+H_{2}O\rightarrow H_{3}CCO_{2}^{-}+H_{3}O^{+}\quad |k1=Geschwindigkeitskonstante1} }
{\displaystyle \mathrm {H_{3}CCO_{2}^{-}+H_{3}O^{+}\rightarrow H_{3}CCO_{2}H+H_{2}O\quad |k2=Geschwindigkeitskonstante2} }
Wird das Gas Chlorwasserstoff (HCl) in Wasser eingebracht, bildet sich eine elektrolytische Lösung, die Salzsäure genannt wird:
{\displaystyle \mathrm {H_{2}O\ +\ HCl\ \rightleftharpoons \ H_{3}O^{+}\ +\ Cl^{-}} }.
Wird das Gas Ammoniak (NH3) in Wasser eingebracht, bildet sich als Kation NH4+ und als Anion OH−
{\displaystyle \mathrm {NH_{3}+H_{2}O\rightleftharpoons \ NH_{4}^{+}+OH^{-}} }
Die Gleichgewichtsreaktionen dieser drei letzten Beispiele nennt man auch Protolyse; sie wird im gleichnamigen Artikel genauer beschrieben. Dieses Verhalten macht Essig- und Salzsäure zu Säuren. Das Verhalten von Ammoniak macht Ammoniak zu einer Base. Die elektrische Leitfähigkeit dieser Lösungen ist der experimentelle Nachweis der Bildung von frei beweglichen Anionen und Kationen.
Ein sehr wichtiger Spezialfall der Dissoziation ist das Gleichgewicht von reinem, unter Luftabschluss destilliertem Wasser. Wasser dissoziiert zu einem ganz geringen Anteil in Hydroxid- und Oxoniumionen. Kohlrausch und Heydweiller bestimmten die Leitfähigkeit von destilliertem Wasser im Jahr 1894 zu 0,06·10−6 Ω−1. Aus der Leitfähigkeit und der Kenntnis der Grenzleitfähigkeiten (siehe Äquivalentleitfähigkeit) für Hydronium- und Hydroxidionen lässt sich die Gleichgewichtskonstante, das Ionenprodukt des Wassers, berechnen. Sie hat  einen Wert von KW = 10−14 mol2/L2 oder pKW = 14. Aus der Kenntnis der Konzentration von Elektrolyten und den entsprechenden pKa-Werten aus Tabellenwerken lassen sich leicht pH-Wert und Dissoziationsgrad für jeden Elektrolyten ermitteln.
Beim Lösen von genau 100,0 g einer 98%igen Schwefelsäure in genau 962,7 g destilliertem Wasser  beträgt die Konzentration der Schwefelsäure exakt 1 mol/L. Nimmt man von der Schwefelsäurelösung 106,38 g, löst diese in 900 mL destilliertem Wasser, so hat diese Lösung eine Konzentration von 0,1 mol/L, bei Abnahme von 10,64 g der ersten Lösung und Auflösung in 990 mL destilliertem Wasser beträgt die Konzentration 0,01 mol/L, analog lässt sich eine 0,001 mol/L wässrige Schwefelsäurelösung herstellen.
Die Schwefelsäure kann in Wasser dissoziiert werden, d. h., die Wasserstoffatome spalten sich als positiv geladene Oxoniumionen von der Schwefelsäure ab und als Gegenionen bilden sich Hydrogensulfationen oder auch Sulfationen. Die Stärke der Dissoziation wird vom pKs-Wert bestimmt. Säuren mit einem negativen pKs-Wert liegen immer vollständig dissoziiert vor.
Je kleiner der pKs-Wert, desto stärker ist eine Säure dissoziiert.
Nehmen wir an, die 0,1 molare Schwefelsäure wäre vollständig bei dieser Konzentration dissoziiert, so müssten beide Wasserstoffatome von der Schwefelsäure abgespalten sein und die Oxoniumkonzentration müsste 0,2 mol/L betragen. Die Äquivalentkonzentration (oder auch Normalität) der Schwefelsäure wäre: 2· 0,1 mol/L = 0,2 mol/L.
Bezogen auf 1000 g Wassermoleküle könnten von diesen 3,6 g Wassermoleküle als Oxoniumionen vorliegen. Der pH-Wert wäre folglich
{\displaystyle pH=-\log(H+)=-\log(0{,}2)=0{,}7}.
Analog ergäbe sich für Oxoniumkonzentrationen von 0,02 mol/L: pH = 1,7 und 0,002 mol/L:
pH = 2,7.
Gemessen wurden jedoch folgende pH-Werte: 0,2 mol/L: pH = 1,23, 0,02 mol/L: pH = 1,94, 0,002 mol/L: pH = 2,78.
Tatsächlich stimmt der gemessene pH-Wert nur halbwegs für die 0,002 mol/L Lösung. Nur dort liegt die Schwefelsäure vollständig dissoziiert vor.
In den höher konzentrierten Lösungen kann näherungsweise die Formel:
{\displaystyle pH=(pK_{\text{s}}-\log C)/2}
(mit C für die Konzentration in mol/L*Äquivalentzahl) nach dem Ostwaldschen Verdünnungsgesetz verwendet werden, um die pH-Abhängigkeit zu ermitteln.
Für die Schwefelsäure erhält man somit 0,2 mol/L: pH = 1,30 (gemessen: 1,23), 0,02 mol/L: pH = 1,80 (gemessen: 1,94).
Ein hoher Anteil der Schwefelsäure liegt bei höherer Konzentration folglich als Hydrogensulfat (über 40 % in einer 0,1 molaren Schwefelsäure) und nicht als zweifach negatives Sulfat vor und dies erklärt die Abweichungen bei den pH-Messungen.
Für Salzsäure und Salpetersäure gilt die logarithmische Konzentrationsabhängigkeit bei der pH-Bestimmung entsprechend der ersten Beziehung, für Natronlauge in analoger Weise für die Hydroxidkonzentration.
Bei Titrationen mit Natronlauge oder bei weiterer Verdünnung der Lösung werden die Schwefelsäureteilchen dissoziiert und die korrekte Gesamtkonzentration wird erhalten.
Schwache Säuren und Basen können als Puffer wirken. Der pH-Wert einer Lösung bleibt recht konstant und entspricht dem pKs-Wert der entsprechenden Säure, wenn eine schwache Säure und dessen Anion in nahezu gleicher Konzentration in der Lösung vorliegen. Wichtige biologische Puffer sind das Kohlensäure-Bicarbonat-System und der Dihydrogenphosphat-Puffer, sie sorgen in biologischen Systemen für einen konstanten pH-Wert.
Bei Säure-Base Titrationen muss in solchen Lösungen ein geeigneter pH-Indikator oder eine pH-Elektrode verwendet werden, um die Konzentration der gesuchten Säure und Base korrekt zu bestimmen.
Auch Salze können mehr oder weniger stark dissoziieren. Salzlösungen zeigen dann bei hoher Konzentration andere Eigenschaften als es
zu erwarten wäre, wenn der physikalische Messwert von verdünnten Lösungen auf Lösungen hoher Konzentration extrapoliert werden würde.
Bei den physikalischen Eigenschaften kann es sich beispielsweise um den Gefrierpunkt, den Siedepunkt oder die elektrische Leitfähigkeit handeln. Zur Beschreibung einer Lösung, die nun doch eine lineare Abhängigkeiten zu einer hypothetischen Konzentration (Aktivität) besitzt, muss die Konzentration einer Lösung mit einem Faktor, dem Aktivitätskoeffizienten, multipliziert werden. Zur Beschreibung der konzentrationsabhängigen Äquivalentleitfähigkeit wird der Leitfähigkeitskoeffizient nach dem Kohlrauschen Gesetz verwendet, dieser weicht deutlich vom Aktivitätskoeffizienten ab.
Bei den sogenannten echten oder permanenten Elektrolyten sind die Ionen bereits im Festkörper (Ionengitter) vorhanden. So liegen bei festem Kochsalz bereits im Gitter Na+- und Cl−-Ionen vor. Beim Auflösen des Salzes in Wasser bilden sich im Wasser nun freibewegliche Ionen. Bei der Dissoziation von Salzen in Ionen wird die recht hohe Gitterenergie des Kristalles durch Hydratationsenergie beim Lösungsvorgang aufgebracht.
Bei den sogenannten potentiellen Elektrolyten liegen bei den Reinsubstanzen keine ionischen Bindungen vor. Als Reinsubstanz sind sie Nichtleiter. Beim Einbringen dieser Reinsubstanzen (AB) in ein Lösungsmittel erfolgt die Bildung von Ionen durch eine chemische Reaktion zwischen Gelöstem und Lösungsmittel:
{\displaystyle \mathrm {AB\ \rightleftharpoons \ A^{+}\ +\ B^{-}} }.
Voraussetzung für eine solche Reaktion ist eine polare Bindung zwischen den Teilen A und B der Verbindung (AB) und ein polares Lösungsmittel. Wird beispielsweise reine Essigsäure in Wasser gegeben, bilden sich als Kationen H3O+ die Anionen H3C–COO−
Nicht nur in Wasser sind Ionen dissoziiert. Ein nahezu gleich hoher Dissoziationsgrad wird auch in polaren organischen Lösungsmitteln wie Formamid, Acetonitril oder Nitromethan beobachtet. Ausschlaggebend für die Dissoziation in organischen Lösungsmitteln ist die Dielektrizitätskonstante, wie Walther Nernst herausfand.